# Karjala Cup 2021
27. edycja turnieju Karjala Cup była rozgrywana w dniach 10-14 listopada 2021 roku. Brały w niej udział cztery reprezentacje: Czech, Szwecji, Finlandii i Rosji. Każdy zespół rozegrał po trzy spotkania, łącznie odbyło się sześć meczów. Pięć spotkań rozegrano w hali Hartwall Arena w Helsinkach, jeden mecz odbył się w szwedzkim Linköping w hali Saab Arena. Turniej był pierwszym, zaliczanym do klasyfikacji Euro Hockey Tour w sezonie 2021/2022.

## Wyniki
| 10 listopada 2021 | Szwecja | 4:1 | Czechy | Saab Arena, Linköping |

| Szczegóły      | Szczegóły                                                                                     | Szczegóły       | Szczegóły             | Szczegóły |
| -------------- | --------------------------------------------------------------------------------------------- | --------------- | --------------------- | --- |
| Godzina: 19:00 | P. Holmberg (EQ) 08:29 C. Klingberg (EQ) 14:16 J. Olofsson (PP) 38:52 A. Bengtsson (EQ) 39:27 | (2:0, 2:0, 0:1) | 57:45 (EQ) F. Chlapík | Widzów: 7 482 Sędzia główny: Mikael Nord Mikael Sjöqvist Sędziowie liniowi: Emil Yletyinen Andreas Malmqvist |
| Godzina: 19:00 | 2 min. kar                                                                                    |                 | 4 min. kar            | Widzów: 7 482 Sędzia główny: Mikael Nord Mikael Sjöqvist Sędziowie liniowi: Emil Yletyinen Andreas Malmqvist |

| 11 listopada 2021 | Rosja | 0:3 | Finlandia | Hartwall Arena, Helsinki |

| Szczegóły      | Szczegóły   | Szczegóły       | Szczegóły                                                           | Szczegóły                                                                       |
| -------------- | ----------- | --------------- | ------------------------------------------------------------------- | ------------------------------------------------------------------------------- |
| Godzina: 18:30 |             | (0:0, 0:2, 0:1) | 27:49 (PP) H. Pesonen 31:41 (PP) M. Aaltonen 47:41 (PP) V. Filppula | Widzów: 8 179 Sędzia główny: Mikko Kaukokari Lassi Heikkinen Sędziowie liniowi: |
| Godzina: 18:30 | 37 min. kar |                 | 4 min. kar                                                          | Widzów: 8 179 Sędzia główny: Mikko Kaukokari Lassi Heikkinen Sędziowie liniowi: |

| 13 listopada 2021 | Szwecja | 4:2 | Rosja | Hartwall Arena, Helsinki |

| Szczegóły      | Szczegóły                                                                                    | Szczegóły       | Szczegóły                                   | Szczegóły                                                                       |
| -------------- | -------------------------------------------------------------------------------------------- | --------------- | ------------------------------------------- | ------------------------------------------------------------------------------- |
| Godzina: 14:00 | A. Bengtsson (EQ) 18:56 C. Klingberg (EQ) 23:42 A. Lander (EQ) 34:28 C. Klingberg (EQ) 46:53 | (1:0, 2:2, 1:0) | 21:17 (EQ) M. Miczkow 25:07 (EQ) A. Galimow | Widzów: 1 818 Sędzia główny: Mikko Kaukokari Kristian Vikman Sędziowie liniowi: |
| Godzina: 14:00 | 6 min. kar                                                                                   |                 | 2 min. kar                                  | Widzów: 1 818 Sędzia główny: Mikko Kaukokari Kristian Vikman Sędziowie liniowi: |

| 13 listopada 2021 | Finlandia | 4:2 | Czechy | Hartwall Areena, Helsinki |

| Szczegóły      | Szczegóły                                                                              | Szczegóły       | Szczegóły                                  | Szczegóły                                                                 |
| -------------- | -------------------------------------------------------------------------------------- | --------------- | ------------------------------------------ | ------------------------------------------------------------------------- |
| Godzina: 18:00 | T. Rajala (EQ) 01:17 N. Ojamäki (PP) 13:29 J. Innala (EQ) 15:33 V. Filppula (EQ) 46:35 | (3:0, 0:2, 1:0) | 26:03 (EQ) P. Kodýtek 38:26 (EQ) M. Blümel | Widzów: 9 156 Sędzia główny: Tobias Björk Linus Öhlund Sędziowie liniowi: |
| Godzina: 18:00 | 8 min. kar                                                                             |                 | 6 min. kar                                 | Widzów: 9 156 Sędzia główny: Tobias Björk Linus Öhlund Sędziowie liniowi: |

| 14 listopada 2021 | Czechy | 2:5 | Rosja | Hartwall Areena, Helsinki |

| Szczegóły      | Szczegóły                                 | Szczegóły       | Szczegóły | Szczegóły                                                                    |
| -------------- | ----------------------------------------- | --------------- | --- | ---------------------------------------------------------------------------- |
| Godzina: 13:30 | M. Stránský (PP) 39:02 D. Kaše (EQ) 49:20 | (0:2, 1:2, 1:1) | 03:16 (PP) A. Jelesin 17:18 (PP) D. Woronkow 22:29 (EQ) D. Woronkow 31:19 (EQ) N. Tiertyszny 57:45 (EN) A. Galimow | Widzów: 1 076 Sędzia główny: Lassi Heikkinen Linus Öhlund Sędziowie liniowi: |
| Godzina: 13:30 | 20 min. kar                               |                 | 16 min. kar | Widzów: 1 076 Sędzia główny: Lassi Heikkinen Linus Öhlund Sędziowie liniowi: |

| 14 listopada 2021 | Finlandia | 1:3 | Szwecja | Hartwall Areena, Helsinki |

| Szczegóły      | Szczegóły            | Szczegóły       | Szczegóły                                                           | Szczegóły                                                                     |
| -------------- | -------------------- | --------------- | ------------------------------------------------------------------- | ----------------------------------------------------------------------------- |
| Godzina: 17:30 | H. Liedes (EQ) 42:31 | (0:1, 0:2, 1:0) | 14:28 (PP) A. Lander 35:00 (PP) J. Olofsson 38:00 (PP) H. Tömmernes | Widzów: 12 206 Sędzia główny: Tobias Björk Kristian Vikman Sędziowie liniowi: |
| Godzina: 17:30 | 6 min. kar           |                 | 4 min. kar                                                          | Widzów: 12 206 Sędzia główny: Tobias Björk Kristian Vikman Sędziowie liniowi: |

## Klasyfikacja
| Poz. | Zespół    | M | Pkt | Z | WpD | PpD | P | G+ | G- | +/- |
| ---- | --------- | - | --- | - | --- | --- | - | -- | -- | --- |
| 1    | Szwecja   | 3 | 9   | 3 | 0   | 0   | 0 | 11 | 4  | +7  |
| 2    | Finlandia | 3 | 6   | 2 | 0   | 0   | 1 | 8  | 5  | +3  |
| 3    | Rosja     | 3 | 3   | 1 | 0   | 0   | 2 | 7  | 9  | -2  |
| 4    | Czechy    | 3 | 0   | 0 | 0   | 0   | 3 | 5  | 13 | -8  |